# Edmund Rushbrooke
Edmund Gerard Noel Rushbrooke (15 décembre 1892 - 9 octobre 1972) est un officier de la Royal Navy.

## Carrière navale
Rushbrooke sert pendant la Seconde Guerre mondiale comme commandant du porte-avions HMS Argus à partir d'août 1940 et du porte-avions HMS Eagle à partir d'avril 1941. Au début de l'après-midi du 11 août 1942, Eagle reçoit quatre torpilles du sous-marin allemand U-73, commandées par Helmut Rosenbaum (en). Il sombre en quatre minutes à 70 milles nautiques (130 km) au sud du cap Salinas (en). 131 officiers et hommes d’équipage, principalement des machinistes, périssent dans le naufrage. Rushbrooke survit et devient le directeur du renseignement naval (en) en novembre 1942.

## Décorations
Edmund Rushbrooke est fait commandeur de l'Ordre de l'Empire britannique et reçoit la Distinguished Service Cross.